# Godeni
Godeni là một xã thuộc hạt Argeș, România. Dân số thời điểm năm 2002 là 3377 người.